# Liga Nacional de Guatemala 1986
La Liga Nacional de Guatemala 1986 es el trigésimo quinto torneo de Liga de fútbol de Guatemala. El campeón del torneo fue el Aurora, consiguiendo su séptimo título de liga.

## Formato
El formato del torneo era de todos contra todos a dos vueltas, el primer lugar era el campeón, en caso de empate en puntos se definía el campeonato mediante partido final en cancha neutral.  El último lugar descendería a la categoría inmediata inferior.
Por ganar el partido se otorgaban 2 puntos, si era empate era un punto, por perder el partido no se otorgaban puntos.

## Equipos participantes
| Club                                        | Ciudad              | Departamento   | Estadio                            |
| ------------------------------------------- | ------------------- | -------------- | ---------------------------------- |
| Aurora Fútbol Club                          | Ciudad de Guatemala | Guatemala      | Estadio del Ejército               |
| Club Social y Deportivo Comunicaciones      | Ciudad de Guatemala | Guatemala      | Estadio Mateo Flores               |
| Club Social y Deportivo Municipal           | Ciudad de Guatemala | Guatemala      | Estadio Mateo Flores               |
| Club Social y Deportivo Suchitepéquez       | Mazatenango         | Suchitepéquez  | Estadio Carlos Salazar Hijo        |
| Cobán Imperial                              | Cobán               | Alta Verapaz   | Estadio José Ángel Rossi           |
| Deportivo Amatitlán                         | Amatitlán           | Guatemala      | Estadio Guillermo Slowing          |
| Deportivo Jalapa                            | Jalapa              | Jalapa         | Estadio Edilberto Bonilla          |
| Club Social y Deportivo Galcasa             | Villa Nueva         | Guatemala      | Estadio Galcasa de Villa Nueva     |
| Izabal Juventud Católica.                   | Puerto Barrios      | Izabal         | Estadio Roy Fearon                 |
| Club Social y Deportivo Juventud Retalteca  | Retalhuleu          | Retalhuleu     | Estadio Óscar Monterroso Izaguirre |
| Club Social y Deportivo Tipografía Nacional | Ciudad de Guatemala | Guatemala      | Estadio Mateo Flores               |
| Club Social y Deportivo Xelajú MC           | Quetzaltenango      | Quetzaltenango | Estadio Mario Camposeco            |

### Equipos por Departamento
| Departamento                                      | N.º | Equipos                                                                     |
| ------------------------------------------------- | --- | --------------------------------------------------------------------------- |
| Guatemala                                         | 6   | Amatitlán, Aurora, Comunicaciones, Galcasa, Municipal, Tipografía Nacional. |
| Alta Verapaz                                      | 1   | Cobán Imperial                                                              |
| Izabal                                            | 1   | Izabal J.C.                                                                 |
| Jalapa                                            | 1   | Deportivo Jalapa                                                            |
| Quetzaltenango                                    | 1   | Xelajú MC.                                                                  |
| Archivo:Coat of arms of Retalhuleu.gif Retalhuleu | 1   | Juventud Retalteca                                                          |
| Suchitepéquez                                     | 1   | Suchitepéquez                                                               |

## Clasificación
|  | Pos. | Equipos                  | PJ | PG | PE | PP | GF | GC | Dif. | PTS | Clasificación                                         |
|  | ---- | ------------------------ | -- | -- | -- | -- | -- | -- | ---- | --- | ----------------------------------------------------- |
|  | 1º   | Aurora                   | 22 | 17 | 3  | 2  | 39 | 8  | +31  | 37  | Copa de Campeones de la Concacaf 1987 - primera ronda |
|  | 2º   | Galcasa                  | 22 | 12 | 6  | 4  | 35 | 18 | +14  | 30  | Copa de Campeones de la Concacaf 1987 - primera ronda |
|  | 3º   | Juventud Retalteca       | 22 | 12 | 5  | 5  | 29 | 21 | +8   | 29  |                                                       |
|  | 4º   | Comunicaciones           | 22 | 12 | 4  | 6  | 43 | 27 | +16  | 28  |                                                       |
|  | 5º   | Municipal                | 22 | 8  | 11 | 3  | 28 | 17 | +11  | 27  |                                                       |
|  | 6º   | Izabal Juventud Católica | 22 | 6  | 12 | 4  | 25 | 19 | +6   | 24  |                                                       |
|  | 7º   | Cobán Imperial           | 22 | 7  | 8  | 7  | 30 | 31 | -1   | 22  |                                                       |
|  | 8º   | Jalapa                   | 22 | 5  | 8  | 9  | 26 | 34 | -8   | 18  |                                                       |
|  | 9°   | Xelajú MC                | 22 | 6  | 5  | 11 | 23 | 34 | -11  | 17  |                                                       |
|  | 10º  | Suchitepéquez            | 22 | 5  | 6  | 11 | 33 | 36 | -3   | 16  |                                                       |
|  | 11°  | Amatitlán                | 22 | 2  | 5  | 15 | 16 | 52 | -36  | 9   |                                                       |
|  | 12°  | Tipografía Nacional      | 22 | 1  | 5  | 16 | 17 | 47 | -30  | 7   | Descendido a la Primera División B 1986               |
|  |      |                          |    |    |    |    |    |    |      |     |                                                       |

## Campeón
| Campeón Temporada 1986 |
| Aurora 7º Título       |
| ---------------------- |